# Menashinahal, Ranibennur
Menashinahal là một làng thuộc tehsil Ranibennur, huyện Haveri, bang Karnataka, Ấn Độ.